# Little Harrowden
Little Harrowden es un pueblo y una parroquia civil del distrito de Wellingborough, en el condado de Northamptonshire (Inglaterra).

## Demografía
Según el censo de 2001, Little Harrowden tenía 881 habitantes (408 varones y 473 mujeres). 136 de ellos (15,44%) eran menores de 16 años, 661 (75,03%) tenían entre 16 y 74, y 84 (9,53%) eran mayores de 74. La media de edad era de 43,99 años. De los 745 habitantes de 16 o más años, 170 (22,82%) estaban solteros, 439 (58,93%) casados, y 136 (18,25%) divorciados o viudos. 472 habitantes eran económicamente activos, 452 de ellos (95,76%) empleados y otros 20 (4,24%) desempleados. Había 12 hogares sin ocupar y 399 con residentes.
| 284                         | 347 | 420 | 465 | 673 | 638 | - | - | 828 | 770 | 604 | 682 | 689 | 698 | - | 662 | 758 |
| (Fuente: Vision of Britain) |     |     |     |     |     |   |   |     |     |     |     |     |     |   |     |     |